# Adeline Médard
Adeline Médard est une joueuse de football belge, née le 15 janvier 1988, à Momalle (Belgique). 

## Biographie
Elle a joué  au Standard Fémina de Liège et au DVC Eva's Tirlemont. En juin 2013, elle est transférée au RSC Anderlecht qui ne remplit pas correctement le document d'affiliation. Adeline se trouve donc sans club et libre à partir du 4 septembre 2013. En décembre 2013, elle revient au Standard de Liège.
En juillet 2014, elle retourne au DVC Eva's Tirlemont.
Elle est aussi internationale belge.

## Palmarès
- Championne de Belgique (1) : 2008
- Championne de Belgique D1 (1) : 2013
- Vainqueur de la Coupe de Belgique (2) : 2006 - 2008
- Vainqueur de la Super Coupe de Belgique (1) : 2008
- Triplé Championnat de Belgique-Coupe de Belgique-Super Coupe de Belgique (1) : 2008

### Bilan
- 5 titres